# Wolodymyr Mukan
 Wolodymyr Serhijowytsch Mukan (ukrainisch Володимир Сергійович Мукан; * 1987 in Tscherkassy; † 29. April 2023 in Bachmut) war ein ukrainischer Philologe, Journalist und Soldat. Als Teilnehmer des russisch-ukrainischen Krieges kam er im Zuge der russischen Invasion in der Ukraine ums Leben.

## Leben und Wirken
Wolodymyr Mukan schloss sein Studium am Philologischen Institut der Nationalen Taras-Schewtschenko-Universität in Kiew ab, wo er später ein Postgraduiertenstudium absolvierte.
Er arbeitete als Journalist für verschiedene ukrainische Medien, lehrte an der Universität des Staatlichen Fiskaldienstes der Ukraine in Irpin, und war Mitglied des Bildungs- und Forschungsinstituts für Philologie an der Taras-Schewtschenko-Universität.
In den Jahren 2013 und 2014 nahm Mukan an der Revolution der Würde teil.
Er organisierte mehrere Jahre lang das größte Retro-Festival der Ukraine, das Old Car Land, mit.
Als 2022 die russische Invasion in der Ukraine begann, meldete er sich freiwillig, um sein Heimatland zu verteidigen. Nach Abschluss seiner Ausbildung wurde er in das Kriegsgebiet geschickt, kämpfte in Popasna in der Region Luhansk und diente anschließend in der Region Charkiw. Im Frühjahr 2023 wurde er in den Rang eines Unterleutnants befördert.
Mukan wurde im Alter von 35 Jahren während eines Kampfeinsatzes in Bachmut getötet.

## Auszeichnungen
- Bohdan-Chmelnyzkyj-Orden III Grades - posthum, für persönlichen Mut bei der Verteidigung der staatlichen Souveränität und territorialen Integrität der Ukraine und selbstlose Erfüllung der militärischen Pflichten[6]